# P.M.B.

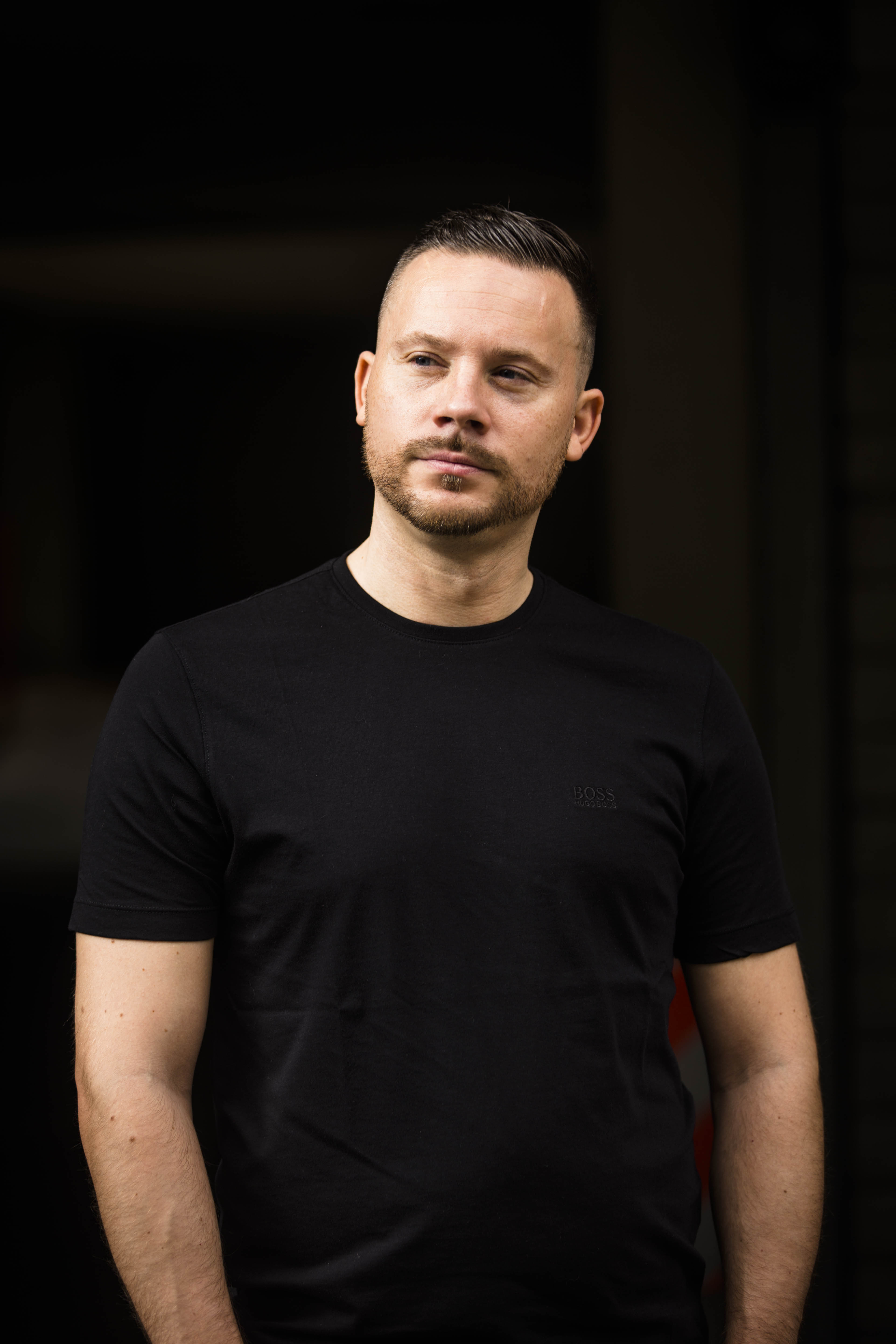
P.M.B. (2016)

P.M.B. (Akronym für „Play My Beatz“, bürgerlich Patrick Sadowski; * 10. Dezember 1981 in Hamburg) ist ein deutscher Musikproduzent. Er wurde bekannt durch die Arbeit mit deutschen Hip-Hop-Künstlern wie der 187 Strassenbande oder Disarstar, Nate57, Bozza, Haze, PA Sports, Al-Gear, Laas Unltd. und Swiss.

## Leben und Karriere
Patrick Sadowski wurde am 10. Dezember 1981 in Hamburg geboren und wuchs im Westen der Stadt auf. In seiner Jugend begann er Hip-Hop zu hören und begann Anfang der 2000er durch Einflüsse von Hip-Hop-Pionieren wie DJ Premier, Just Blaze oder The Alchemist mit dem Produzieren. So entstanden ab 2005 durch das Vernetzen auf lokalen Hip-Hop-Jams und Networking im Internet die ersten Kontakte und die ersten Songs mit Hamburgern Künstlern wie Bacapon oder Sleepwalker.
Im Jahr 2007 veröffentlichte P.M.B. sein erstes Mixtape Play My Beatz Vol. 1. 2013 erschien sein erstes Produzentenalbum Play My Beatz, auf dem unter anderem Bonez MC, PA Sports, Boz, Disarstar und AchtVier als Featuregäste vertreten sind.
Im Jahr 2014 folgten u. a. mit Gefährlich und Schnapp! Produktionen für den dritten Sampler der 187 Strassenbande. Schnapp! wurde im Juni 2022 für über 200.000 verkauften Einheiten mit einer Goldenen Schallplatte in Deutschland ausgezeichnet. 2015 veröffentlichte er sein zweites Produzentenalbum Taxi Driver mit Gastbeiträgen von Künstlern wie der 187 Strassenbande (Bonez MC & Gzuz), Nate57, Telly Tellz, JokA und EstA.
2016 unterschrieb er einen Verlagsdeal bei der bei BMG beheimateten Verlagsedition DZ Musikverlag. In diesem Jahr entstanden zudem Produktionen für die Nate57s Album Gauna und das Nummer-eins-Album High & hungrig 2 von Bonez MC und Gzuz. 2018 veröffentlichte er sein drittes Produzentenalbum Aller guten Dinge sind 3 mit Gastbeiträgen von u. a. Haze, Disarstar, Bozza, Kwam E, Milonair, Swiss, Crystal F, Blokkmonsta und Baba Saad.
Auf dem im Januar 2021 veröffentlichten Debütalbum Inhale/Exhale von 187-Strassenbande-Mitglied LX ist P.M.B. als Hauptproduzent an acht Titeln beteiligt. Das Album erreichte die Chartspitze der deutschen Albumcharts, die Single Auf mein Fahrrad mit Bonez MC Platz neun der Singlecharts. Auch am Sampler 5 der 187 Strassenbande von 2021 ist P.M.B. mit einer Produktion (Keine Liebe) vertreten.

## Diskografie

### Studioalben
- 2013: Play My Beatz
- 2015: Taxi Driver
- 2018: Aller guten Dinge sind 3

### Mixtapes
- 2007: Play My Beatz Vol. 1

### Singles
- 2018: Wie lange noch (mit Boz & Disarstar)
- 2018: Für die Familie (mit Bacapon)
- 2018: Fremd (mit Bozza & Haze)
- 2021: Lauf (mit Omik K)
- 2022: Unconditional Love (mit Philip Manning)
- 2023: No More Chances
- 2023: Uhh Yeah
- 2023: Heartbreak City
- 2023: Warum? (mit Mpolo Beats & Swiss)
- 2023: You
- 2024: Cold Feelings

### Autorenbeteiligungen und Produktionen
P.M.B. als Autor (A) und Produzent (P) in den Charts

| Jahr | Titel Interpretation                    | Höchstplatzierung, Gesamtwochen, AuszeichnungChartplatzierungen (Jahr, Titel, Interpretation, Platzierungen, Wochen, Auszeichnungen, Anmerkungen) | Höchstplatzierung, Gesamtwochen, AuszeichnungChartplatzierungen (Jahr, Titel, Interpretation, Platzierungen, Wochen, Auszeichnungen, Anmerkungen) | Höchstplatzierung, Gesamtwochen, AuszeichnungChartplatzierungen (Jahr, Titel, Interpretation, Platzierungen, Wochen, Auszeichnungen, Anmerkungen) | Anmerkungen                          |
| Jahr | Titel Interpretation                    | DE | AT | CH | Anmerkungen                          |
| --- | --------------------------------------- | --- | --- | --- | ------------------------------------ |
| 2021 | Auf mein Fahrrad A, P LX feat. Bonez MC | DE9 (3 Wo.)DE | AT13 (2 Wo.)AT | CH31 (2 Wo.)CH | Erstveröffentlichung: 8. Januar 2021 |
| Folgende Lieder erschienen nicht als Single, wurden aber durch das Album zum Download und Streaming bereitgestellt und konnten somit eine Platzierung erlangen: |                                         | | | |                                      |
| |                                         | | | |                                      |
| 2021 | Horay A, P LX                           | DE97 (1 Wo.)DE | — | — | Charteinstieg: 22. Januar 2021       |